# Asayan
Asayan (en caractères latins) est une populaire émission télévisée japonaise de recherche de jeunes talents. Produite par la chaine TV Tokyo, elle est diffusée de novembre 1995 à mars 2002. Elle succède à l'émission similaire Asakusabashi Young Yōhinten (浅草橋ヤング洋品店), diffusée de 1992 à 1995, dont le titre est l'abréviation. Asayan est présentée par le populaire duo Ninety Nine (Takashi Okamura et Hiroyuki Yabe), accompagné de Hiromi Nagasaku, ex-idole japonaise du groupe Ribbon, remplacée par Emiri Nakayama à partir de janvier 1999. De nombreux artistes furent découverts par l'intermédiaire de l'émission, qui organise et filme des auditions pour des producteurs, et suit leurs choix et les débuts de la formation des candidats sélectionnés. Par exemple, dans le cadre de l'émission, Tetsuya Komuro crée en 1996 le groupe dos, sélectionnant comme membre sa future femme Asami, et découvre en 1998 la chanteuse Ami Suzuki. Asayan marque notamment les débuts en tant que producteur de Tsunku, avec la création des premiers groupes du futur Hello! Project, dont les populaires Morning Musume en 1997. Les groupes pool bit boys, Chemistry et Heartsdales furent aussi créés dans le cadre d'Asayan.  

## Auditions de Tsunku
Les membres du groupe Sharam Q, dont Tsunku, utilisent pour la première fois l'émission en 1997 pour trouver une choriste. Sur les six finalistes, c'est Michiyo Heike qui est sélectionnée, mais Tsunku décide de donner leur chance aux cinq autres candidates qui forment leur propre groupe, Morning Musume, avec pour défi de vendre 50 000 exemplaires d'un premier single indépendant, Ai no Tane, pour accepter de les produire sur un label "major". Asayan filme la création du groupe, l'entrainement des chanteuses, l'enregistrement du disque et leurs démarches pour le promouvoir. Le groupe obtient bientôt un immense succès, et Tsunku continue à créer d'autres groupes dans le cadre de l'émission, formant peu à peu le futur Hello! Project. Asayan suit donc la sélection des membres des générations suivantes de Morning Musume chaque année, le lancement en solo de Yuko Nakazawa de Morning Musume en 1998, les créations et sélections des membres de ses sous-groupes Tanpopo en 1998 et Petit Moni en 1999, celles des groupes Coconuts Musume et Taiyō to Ciscomoon en 1999, et celles des premières "shuffle units" en 2000 : Akagumi 4, Kiiro 5 et Aoiro 7, avec les solistes et membres des groupes pré-cités.